# Международный остаточный механизм для уголовных трибуналов

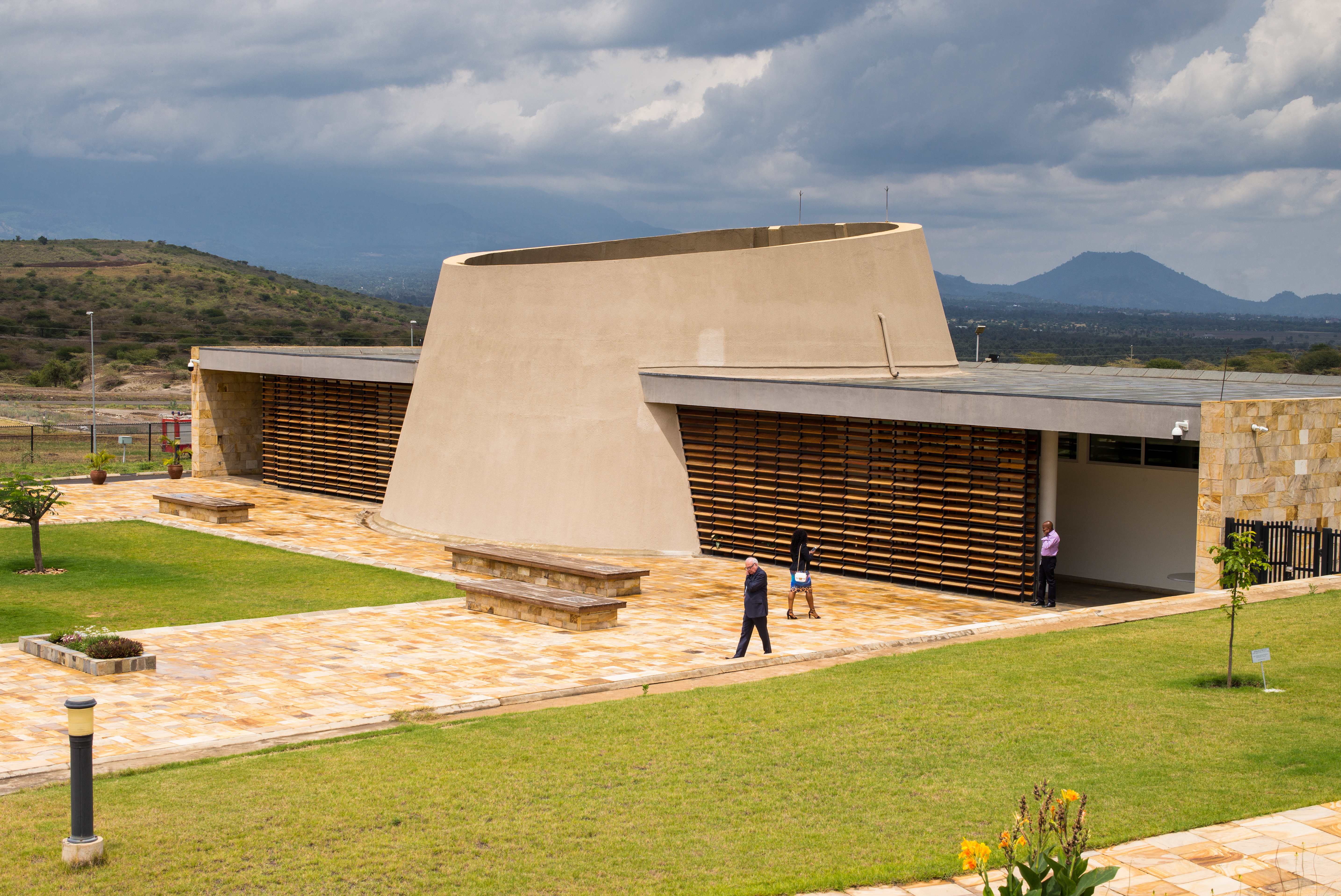
МОМУТ в Аруше

Международный остаточный механизм для уголовных трибуналов (МОМУТ) (англ. International Residual Mechanism for Criminal Tribunals, фр. Mécanisme international appelé à exercer les fonctions résiduelles des Tribunaux pénaux) — структура ООН, учрежденная Советом Безопасности ООН 22 декабря 2010 года для исполнения основных функций Международного трибунала по бывшей Югославии (МТБЮ) и Международного трибунала по Руанде (МТР) после окончания их мандатов и для сохранения их правового наследия.
Международный остаточный механизм для уголовных трибуналов является квази-судебным органом в рамках ООН, обладающим юрисдикцией, правами и обязанностями, а также непосредственными функциями двух предшествующих трибуналов по Югославии и Руанде.

## Цели
Основной фактической целью деятельности Механизма, согласно Статье 6(3) Устава, является судебное преследование всех обвиняемых, признанных наиболее ответственными за преступления, относящихся к юрисдикции Международного трибунала по бывшей Югославии и Международного трибунала по Руанде, скрывающихся от правосудия, среди которых числятся:
- Фульжанс Кайишема[англ.] (Fulgence Kayishema),
- Шарль Сикубвабо[англ.] (Charles Sikubwabo),
- Алоис Ндимбати[англ.] (Aloys Ndimbati),
- Шарль Риандикайо (Charles Ryandikayo).

## Создание
Международный остаточный механизм для уголовных трибуналов был учрежден в соответствии с Резолюцией 1966 Совета Безопасности ООН, которая была принята 14 голосами «за» при 1 воздержавшемся (Российская Федерация). Свою позицию Россия обосновала тем, что «оба Трибунала имели достаточно возможностей для того, чтобы выполнить все возложенные на них задачи в установленный срок до 2014 года».
Судьи Механизма были избраны Генеральной Ассамблеей ООН из списка, предоставленного Советом Безопасности. Президентом Механизма был назначен американский юрист, Президент Международного трибунала по бывшей Югославии Теодор Мерон. 8 июня 2012 года судьями Механизма были приняты Правила процедуры и доказывания для Механизма, призванные регулировать процессуальные аспекты деятельности нового органа.
Первоначально, Механизм создавался на срок в четыре года, то есть был временным органом. Однако в дальнейшем, Совет Безопасности ООН принял решение о том, что в зависимости от результатов деятельности Механизма, срок его полномочий может быть неоднократно продлен еще на два года. Фактически, Остаточный Механизм является постоянным органом, так как его деятельность будет завершена только после принятия последнего решения по делам, входящим в его юрисдикцию.

## Структура
Международный остаточный механизм для уголовных трибуналов состоит из двух отделений:
- Отделение в Аруше, Танзания, которому передана остаточная юрисдикция Международного трибунала по Руанде — функционирует с 1 июля 2012 года.
- Отделение в Гааге, Нидерланды, которому передана остаточная юрисдикция Международного трибунала по бывшей Югославии — функционирует с 1 июля 2013 года.

Функции обоих отделений включают:
1. Уголовное преследование лиц ответственных за преступления по делу бывшей Югославии и совершение геноцида в Руанде (после того, как последние обвиняемые по делу бывшей Югославии — Ратко Младич и Горан Хаджич предстали перед МТБЮ, в юрисдикцию Механизма входит преследование только лиц, ответственных за осуществление Геноцида в Руанде)
2. Рассмотрение апелляций на судебные решения и приговоры Международного трибунала по бывшей Югославии и Международного трибунала по Руанде, которые находятся в юрисдикции Механизма, а также рассмотрение ходатайств о пересмотре этих судебных решений
3. Помощь в розыске скрывающихся от правосудия лиц, чьи дела были переданы государственным властям, обеспечение им доступа к доказательственным материалам и мониторинг производства по делам, переданным в национальную юрисдикцию, для гарантии справедливого и беспристрастного разбирательства.

Механизм имеет постоянных Президента, Прокурора и Секретаря, общих для двух отделений. В полномочия Президента Механизма, избираемого из числа судей, входит представление органа перед другими институтами и структурами ООН, а также перед иными физическими и юридическими лицами. Кроме того, Президент Механизма обязан предоставлять отчет о деятельности органа Генеральной Ассамблее ООН.
Прокурор назначается Советом Безопасности ООН по представлению Генерального Секретаря ООН. Он является независимым органом Механизма, осуществляющим расследование и обвинение, под руководством которого находится собственный Офис Прокурора. Секретарь Механизма осуществляет административные функции.

## Состав

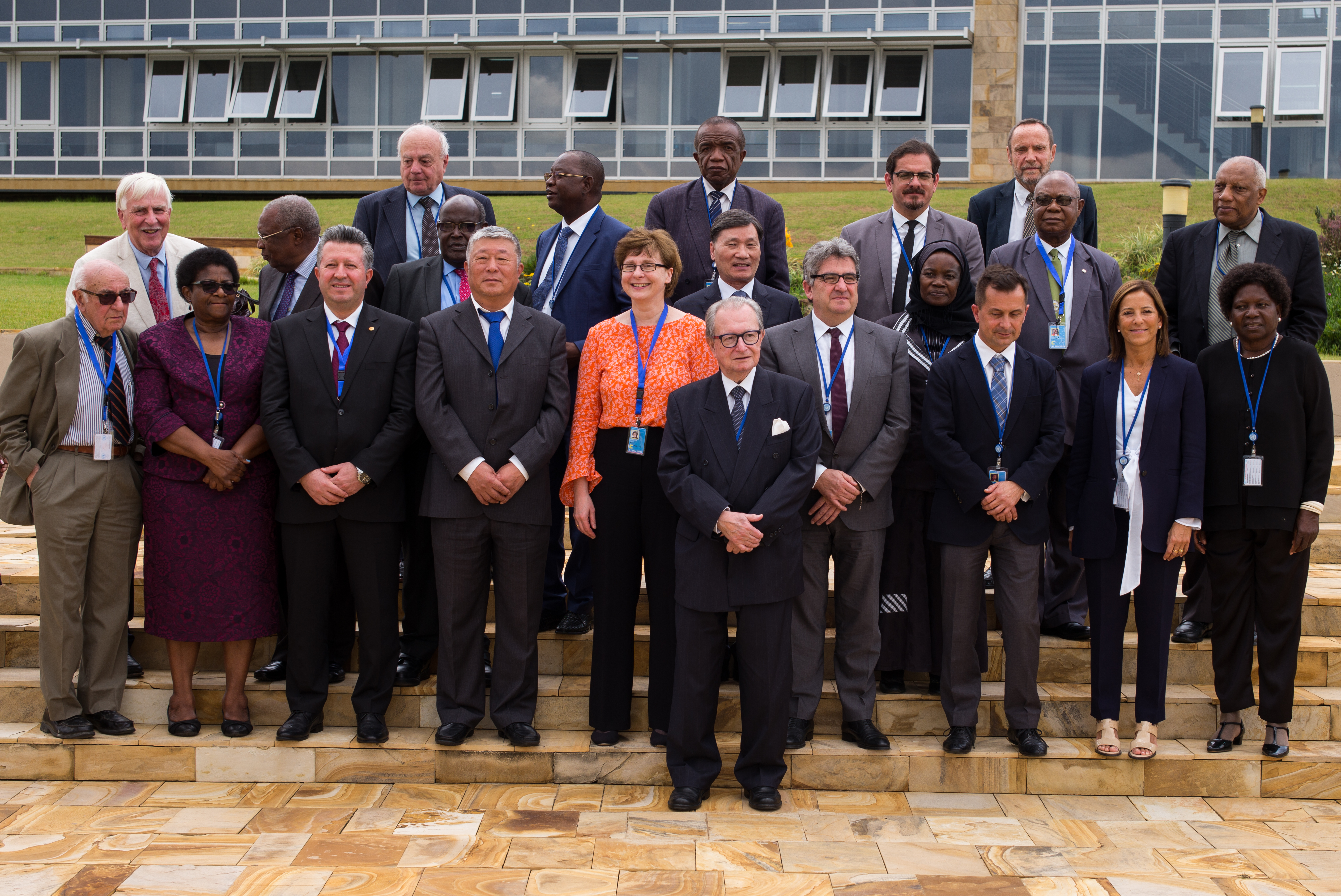
Судьи (2019)

- Грасиела Сюзана Гатти Сантана — Президент
- Серж Браммерц — Прокурор
- Абубакарр Тамбаду — Секретарь

| Теодор Мерон                     | США               |
| Каремел А. Агиус                 | Мальта            |
| Айдин Сефа Акай                  | Турция            |
| Жан-Клод Антонетти               | Франция           |
| Флоуренс Эрей                    | Камерун           |
| Соломи Булунги Босса             | Уганда            |
| Хосе Рикардо де Прада Солеза     | Испания           |
| Бен Эммерсон                     | Великобритания    |
| Кристоф Флюгге                   | Германия          |
| Грасиела Сюзана Гатти Сантана    | Уругвай           |
| Бёртон Хоул                      | Багамские острова |
| Клаудиа Хофер                    | Германия          |
| Элизабет Ибанда-Нахамья          | Уганда            |
| Ван Йонсен                       | Дания             |
| Гбердао Густав Кам               | Буркина-Фасо      |
| Лиу Дакун                        | Китай             |
| Джозеф Масанче                   | Танзания          |
| Баконе Молото                    | ЮАР               |
| Лидия Мугамбе Ссали              | Уганда            |
| Ли Мутога                        | Кения             |
| Аминатта Луи Рунени Н’гум        | Гамбия            |
| Присца Матимбе Ниамбе            | Замбия            |
| Альфонс Ори                      | Нидерланды        |
| Сеймур Пантон                    | Ямайка            |
| Сён Ки Пак                       | Южная Корея       |
| Махандрисоа Эдмонд Рандрианирина | Мадагаскар        |
| Мпарани Мами Ричард Раенсон      | Мадагаскар        |
| Патрик Липтон Робинсон           | Ямайка            |
| Иво Нельсон де Батиста Роза      | Португалия        |
| Фатимата Сану Туре               | Буркина-Фасо      |
| Уильям Секуле                    | Танзания          |